# Валентин и Валентина
«Валентин и Валентина» — советский мелодраматический фильм режиссёра Георгия Натансона по одноимённой пьесе Михаила Рощина. Последняя роль в кино Татьяны Дорониной на сегодняшний день[когда?].

## Сюжет
Восемнадцатилетние Валентин и Валентина любят друг друга. Именно в таком возрасте чувство может быть таким ярким и романтическим. Но родители не хотят считаться с чувствами детей, считая, что они лучше понимают, в чём их счастье. Мать Валентины считает, что её дочь заслуживает более выгодного жениха, мать Валентина тоже не в восторге от его невесты.

## В ролях
| Актёр               | Роль                                      |
| ------------------- | ----------------------------------------- |
| Марина Зудина       | студентка МГУ Валентина                   |
| Николай Стоцкий     | студент Валентин                          |
| Татьяна Доронина    | мать Валентины и Жени                     |
| Нина Русланова      | мать Валентина, проводница Лиза           |
| Зинаида Дехтярёва   | бабушка Валентины и Жени                  |
| Борис Щербаков      | капитан-лейтенант Саша Гусев              |
| Лариса Удовиченко   | старшая сестра Валентины, парикмахер Женя |
| Люсьена Овчинникова | проводница, подруга Лизы Рита             |
| Валерий Хлевинский  | нефтяник из Сибири Володя                 |
| Юрий Васильев       | женатый любовник Жени Слава               |
| Елена Антонова      | соседка Валентина Катя                    |
| Светлана Андропова  | подруга Валентина Дина                    |
| Пётр Щербаков       | профессор, декан                          |
| Рина Зелёная        | учёная                                    |

## Съёмочная группа
- Авторы сценария: Георгий Натансон, Михаил Рощин
- Режиссёр: Георгий Натансон
- Оператор: Виктор Якушев
- Композитор: Евгений Дога
- Текст песен: Андрей Дементьев